# تیم ملی فوتبال گینه استوایی
تیم ملی فوتبال گینه استوایی نماینده کشور گینه استوایی در مسابقات بین‌المللی و آفریقایی است که زیر نظر فدراسیون فوتبال گینه استوایی فعالیت می‌کند.
اولین بازی رسمی این تیم در تاریخ ۲۳ مه ۱۹۷۵ میلادی در برابر تیم ملی فوتبال چین برگزار شده است.